# Stazione di Milano San Cristoforo
La stazione di Milano San Cristoforo è una stazione ferroviaria posta sulla linea Milano-Mortara e sulla confluenza della linea di cintura sud che conduce alle stazioni di Rogoredo e Lambrate. È situata in piazza Tirana, alla periferia sud-ovest di Milano, a breve distanza dalla sponda settentrionale del Naviglio Grande.

## Storia
La stazione di Milano San Cristoforo fu attivata il 20 settembre 1910 per il solo servizio di trasporto merci: tra le aziende ammesse al servizio "a vagone completo" c'erano la Richard-Ginori e le Officine Elettro-Ferroviarie Tallero (OEFT).
Il 1º agosto 1913 fu attivato anche il servizio viaggiatori, sebbene limitato in quanto la stazione si trovava a circa due chilometri di distanza dalla più vicina fermata del tram. Il 15 novembre 1915 venne attivato un raccordo da questa stazione al Bivio Naviglio Grande, posto sulla cosiddetta "cintura sud", che la mise in comunicazione anche con il traffico ferroviario passante da questa tratta.
Dal 12 ottobre 2024 è diventata stazione di interscambio con la linea M4 della metropolitana di Milano, di cui costituisce il capolinea meridionale.

## Strutture e impianti

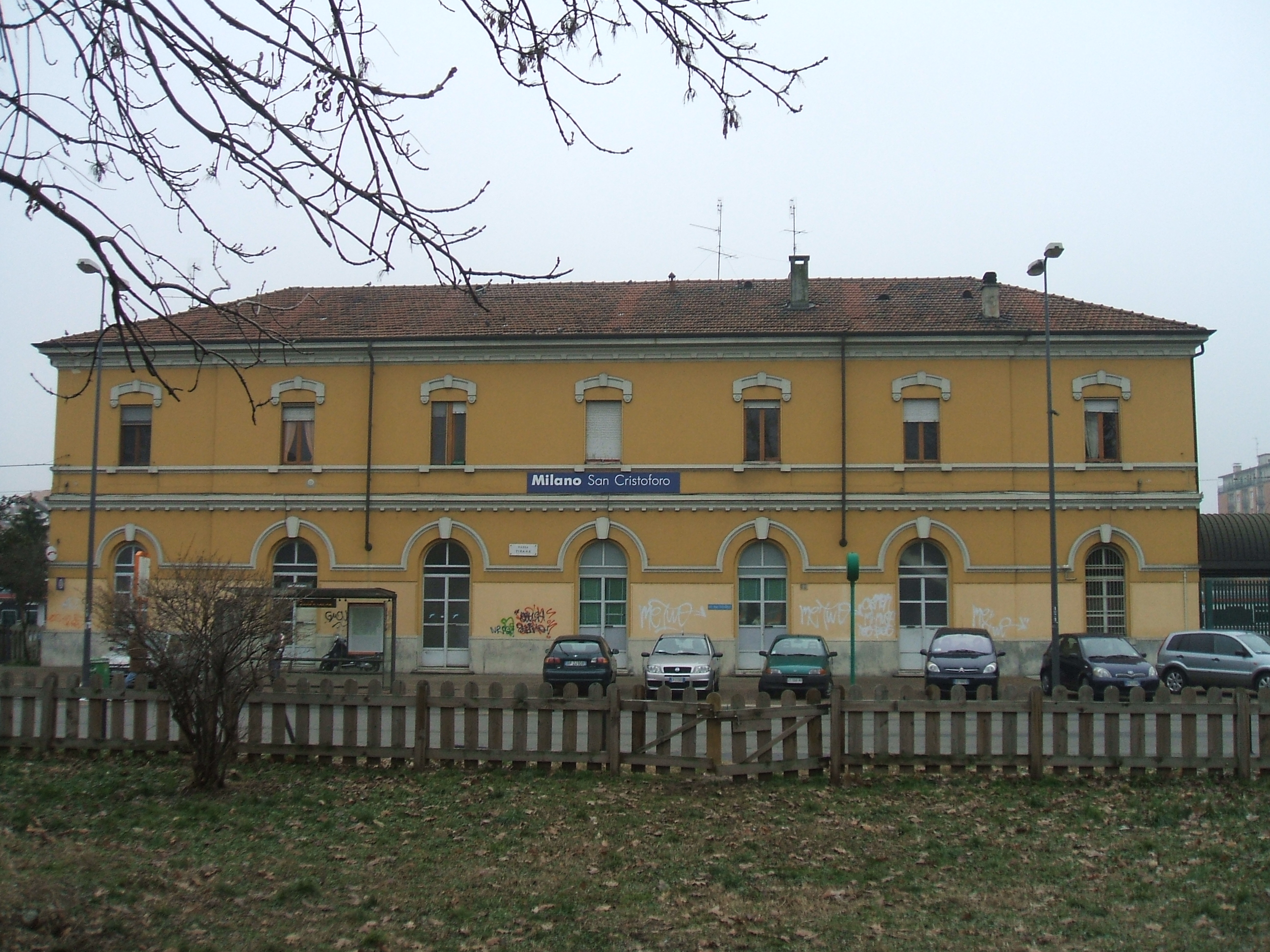
Lato campagna del fabbricato viaggiatori

Il fabbricato viaggiatori è una costruzione in muratura a due livelli a pianta rettangolare, dotata di sette aperture, su entrambi i livelli, ai lati maggiori e di tre aperture, su entrambi i livelli, su quelli minori.
Il piazzale ferroviario è dotato di quattro binari per il servizio viaggiatori. Fino al 2015 era presente anche un quinto binario.
È presente, inoltre, un terminal per il carico delle auto su carri ferroviari, dotato di un piazzale di sette binari di scalo. In virtù della presenza di tale infrastruttura, fino all'11 dicembre 2011 la stazione fu capolinea di alcuni treni espressi periodici con servizio auto al seguito, effettuati da Ferrovie dello Stato (FS) prima e Trenitalia in seguito, destinati ad alcune località dell'Italia meridionale, come Lamezia Terme, Villa San Giovanni, Bari, Palermo e Catania.

## Movimento
La stazione è servita dai convogli della linea S9 del servizio ferroviario suburbano, in servizio tra Saronno ed Albairate-Vermezzo, a frequenza semioraria, che percorrono la cintura sud, e dai treni regionali della linea Milano-Mortara, a frequenza oraria con rinforzi nelle ore di punta, con destinazioni Milano Porta Genova, Mortara e Alessandria.
È altresì capolinea di alcuni treni straordinari per pellegrini.

## Interscambi
- Fermata metropolitana (San Cristoforo, linea M4)
- Fermata tram (San Cristoforo M4, linea 14)
- Fermata autobus ATM